# Luis Alonso Baraona
Luis Alonso Baraona (* 1850; † 17. Oktober 1915) war ein zentralamerikanischer Politiker.

## Leben

### Gouverneur des Departamento Cortés in Honduras

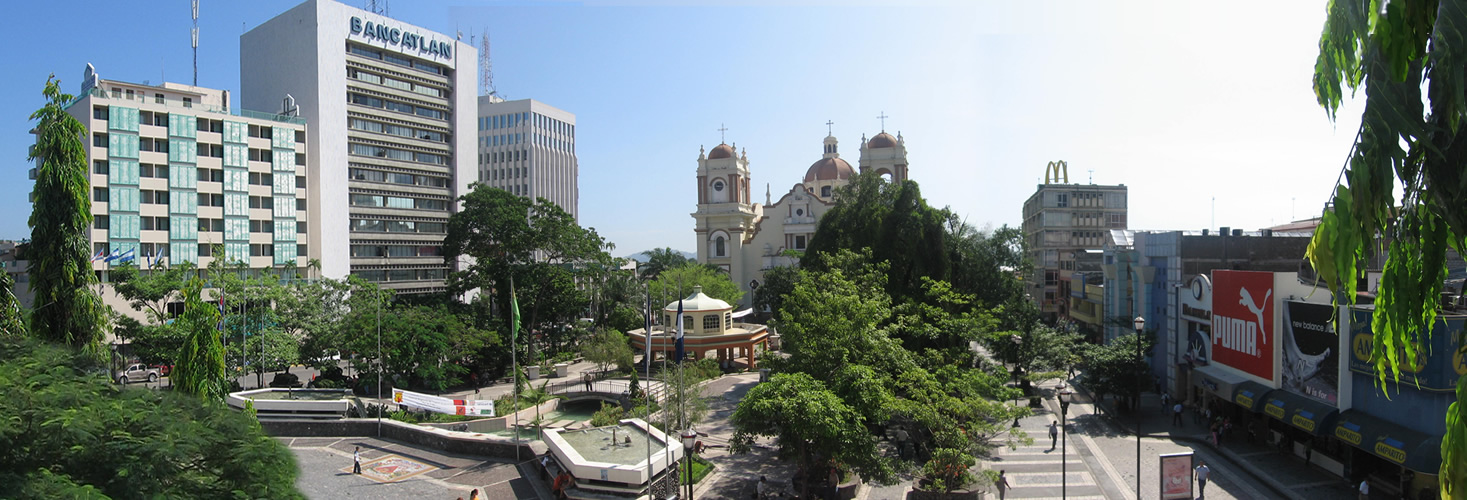
1901 ließ er den Zentralpark von San Pedro Sula anlegen, der heute Parque Central Luis Alonso Barahona genannt wird.

Luis Alonso Baraona kam 1898 nach San Pedro Sula, wo ihn Terencio Sierra am 28. Juli 1900 zum Gouverneur ernannte und er das Amt vom 9. August 1900 bis 1. Juli 1902 ausübte. In seine Amtszeit fiel der Baubeginn der alten katholischen Kirche. 1913 war er Super-intendente del Ferrocarril Nacional de Honduras und unter seiner Ägide wurde eine Eisenbahnstahlbrücke über den Río Ulúa, in Pimienta, im Departamento Cortés errichtet.

### Politik des Partido Constitucional
Luis Alonso Baraona gründete 1899 die Partido Constitucional, die ihre politische Orientierung als liberal und nationalistisch bezeichnete.
Als Motiv zur Gründung der Partei gab er Protest gegen den Verrat und den Tod von Francisco Menéndez Valdivieso am 22. Juni 1890 an. 1898 trug die Partei zur Gründung der República Mayor de Centro-América unter Rafael Antonio Gutiérrez bei. Im Parlament der República Mayor de Centro-América war Luis Alonso Baraona Abgeordneter für El Salvador. Die Partei wurde zum Ende der Amtszeit von Tomás Regalado zum 1. März 1903 aktiv. Aus der Wahl 1902 ging Pedro José Escalón als Präsident von El Salvador hervor.
Laut US-Gesandten in San Salvador konnte sich Fernando Figueroa im Präsidentschaftswahlkampf im Dezember 1906 durch den Einsatz direkter Gewalt gegen den Kandidaten der Partido Constitucional, Luis Alonso Baraona, durchsetzen. Die folgende Amtszeit von 1907 bis 1910 sei als bittere Orange bezeichnet worden. Fernando Figueroa unterstützte Manuel Bonilla in Honduras von der Partido Conservador bei der Schlacht bei Nacaome. Bei dieser Schlacht wurden die Truppen der Partido Conservador aus Honduras und El Salvador durch die Truppen der Partido Liberal aus Nicaragua besiegt. Letztmals politisch aktiv war die Partei 1945 in dem unter Osmín Aguirre y Salinas veranstalteten Präsidentschaftswahlkampf, Kandidat der Partido Constitucional war Miguel Tomás Molina, der laut Partido Constitucional zum Präsidenten gewählt worden war. Als Präsident wurde Salvador Castaneda Castro faktisch durchgesetzt.

### Amtszeit als Kriegsminister
Luis Alonso Baraona wird als alter Widersacher von Carlos Meléndez beschrieben, der ihn nach der Rückkehr aus dem Exil in Honduras am 1. März 1915 als Kriegsminister in sein Kabinett integrierte.

## Erinnerungskultur

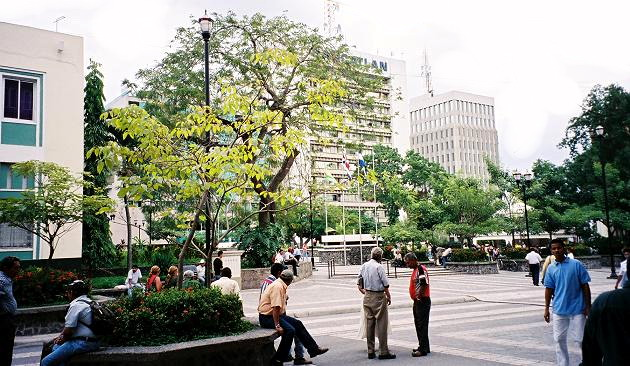
Parque Central de San Pedro Sula

Manuel Bonilla ließ eine Büste von sich im Zentralpark von San Pedro Sula aufstellen, die 1919 unter Francisco Bertrand vom Sockel gezogen wurde. 1936 wurde, anlässlich einer Industrieausstellung zur 400. Wiederkehr der Stadtgründung die Büste von Manuel Bonilla wieder auf den Sockel gehoben und eine Büste von Luis Alonso Baraona als Gründer des Parks dazugestellt, die 1970 nach dem Fußballkrieg verschwand.